# سانت إرم (كورنوال)
سانت إرم (بالإنجليزية: St Erme)‏ هي قرية وأبرشية مدنية تقع في المملكة المتحدة في إنجلترا. يقدر عدد سكانها بـ 1,363 نسمة .